# Place Nikola Pašić

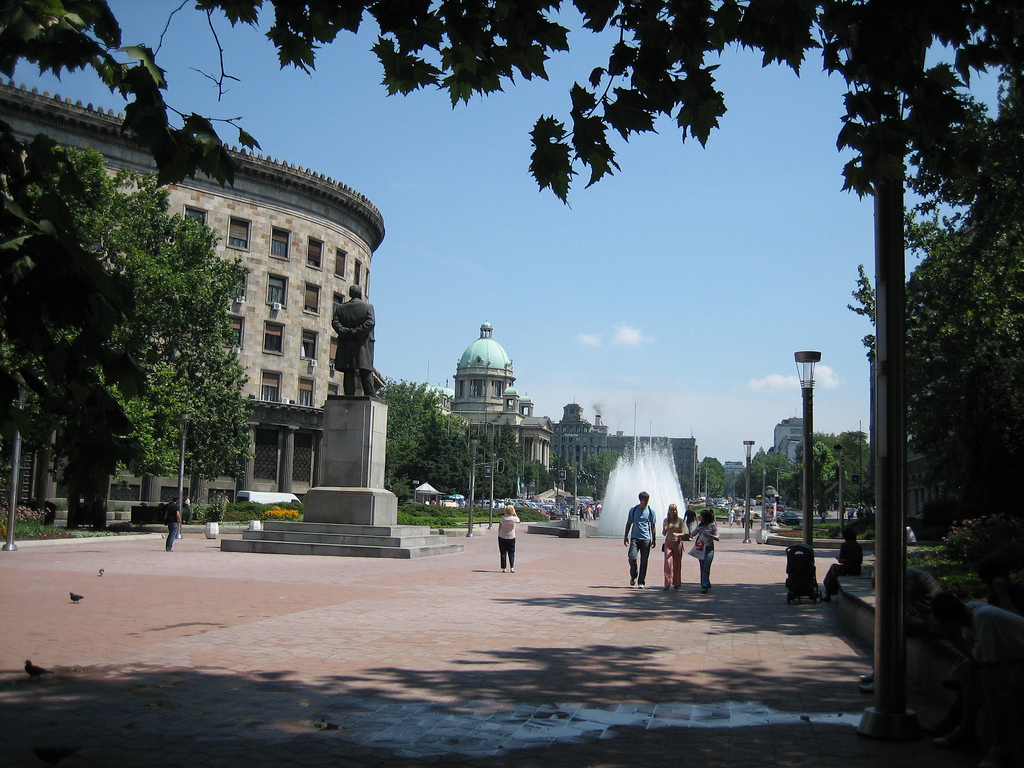
La place Nikola Pašić et le Parlement de Serbie

La place Nikola Pašić (en serbe Трг Николе Пашића/Trg Nikole Pašića) est une place et un quartier de Belgrade, la capitale de la Serbie.

## Localisation

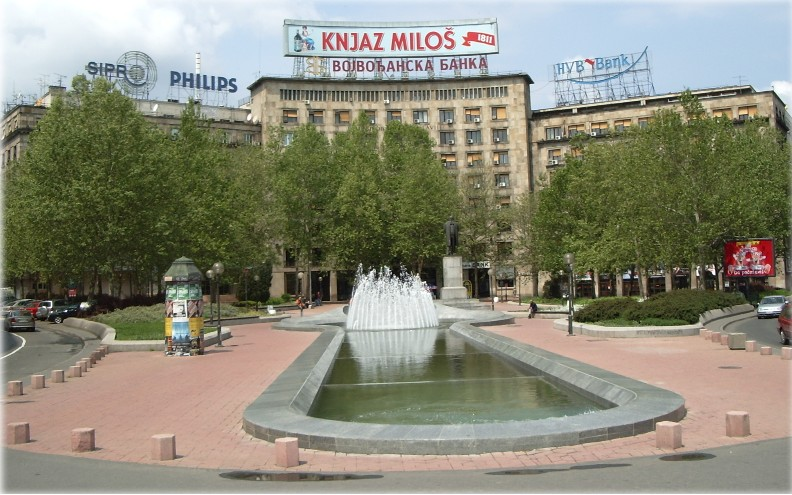
La Maison des syndicats

Située au centre-ville de Belgrade, dans la municipalité de Stari grad, la place est orientée nord-ouest - sud-est et prolonge le boulevard du roi Alexandre, la plus grande artère de la capitale. Elle communique avec Terazije au nord-ouest et est reliée à la place de la République par la rue Dečanska. 

## Histoire
La place est créée en 1953, dans le cadre d'un vaste projet de réaménagement de la place de Terazije. Elle porte d'abord le nom de place Marx et Engels, avant d'être l'une des premières rues ou places de Belgrade à changer de nom à la fin des années 1980 en étant rebaptisée du nom de l'homme politique Nikola Pašić. 

## Sites et monuments

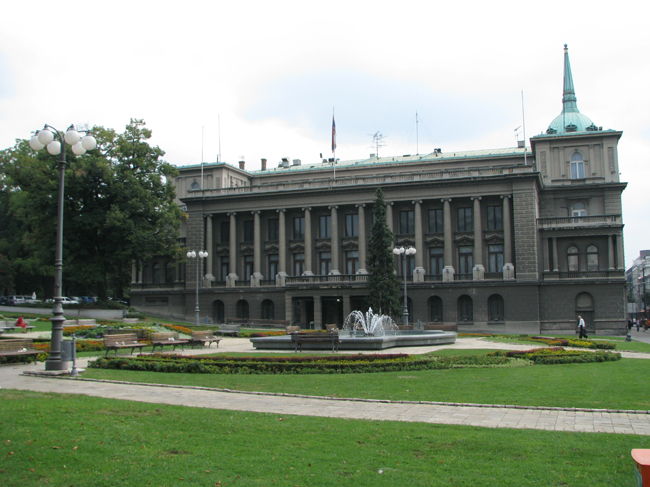
Le Novi dvor à Belgrade, résidence officielle du président de la république de Serbie

La place Nikola Pašić est dominée par deux bâtiments : celui du Parlement de Serbie, construit de 1907 à 1936 dans un style académique, et par celui de la Maison des syndicats (Dom sindikata), construite en 1955 dans un style typique du réalisme socialiste soviétique. On y trouve aussi le musée d'histoire de la Yougoslavie, l'Hôtel de ville de Belgrade et le Novi dvor, siège de la présidence de la république de Serbie.
Une statue en l'honneur du diplomate et homme politique Nikola Pašić a été érigée dans les années 1990 ; on y trouve aussi l'une des plus grandes fontaines de la capitale. Juste en face, s'étend le parc des Pionniers (Pionirski park).
La partie piétonnière de la place sert à diverses manifestations publiques ; on y vend en plein air des livres et des fleurs et, l'hiver, une patinoire y est parfois installée.